# 국민개병
국민개병(國民皆兵, 프랑스어: levée en masse 러베 아 마스[ləve ɑ̃ mɑs][*]) 국민전원으로 국방을 담당하는 국가의 자세를 말한다.

## 개요
징병제는, 소위 징병제 가운데 별로 징병 유예를 인정하지 않고 예비역의 기간이 긴 것을 특히 국민개병이라고 부르는 경우가 많다. 다시 말해 성인남성은 징병에 의해 군적에 들어가고, 제대후도 일정 연령에 달할 때까지는, 예비역으로 출동하는 의무가 있다.
현대에 있어서도 국민개병을 표방하고 있는 것은, 상시분쟁상태에 있어 병력유지가 필요한 나라, 병역을 체제의 긴축에 이용하고 있는 나라, 병역기피의 대체노역이 복지 등의 사회 시스템에 갖추어져버리고 있는 나라, 대국에 끼워져 있었던 중소국가 등이다.
역사적으로 병역은 남성이 맡는 것으로 일반적으로 국민 개병은 남성만을 대상으로 한다. 그것에 대해서 여성은 징병되는 남성을 대신해서 사회를 떠받치는 역할을 기대되는 것이 많다. 예외로서 이스라엘은 여성에게도 병역이 있다. (다만 기간이나 역종에 남녀차이가 있다)
이 용법은 남성만이 병역에 오르는 것의 당연 시에 기초를 두고 있다고 해서, 남녀평등의 관점에서 비판이 존재한다. 이것에 입각하면, 남녀를 막론하고 동등하게 병역에 오르는 제도만이 국민 개병과 불리게 된다. 한편, 이것을 실시하고 있는 나라는 2011년의 현시점에서는 존재하지 않는다. 이스라엘에서는 여성에게도 병역의 의무가 존재하지만, 남성보다 단기이며, 배치나 유예·면제에 관한 규정이 완만하다. 말레이시아에서도 여성에게 병역의 의무가 부과되어 있지만, 선발 징병제였다가 모병제로 전환하였다.
현대에서는 징병제에 의한 국민 개병보다도, 군인을 전문직화 (소위 직업군인화)한 편이 낫다는 의견이 강해지고 있다. 먼저 병기가 하이테크화한 현대에서는, 병사의 머릿수에서는 승패가 결정되지 않는 것, 그 때문에 자질이나 의욕의 점에서 문제가 발생하는 경향이 있는 징병제의 매력이 쇠퇴한 것, 그위에 핵병기의 등장으로 장기에 걸치는 총력전이나 전면전쟁이 일어나기 어려워져, 국민전체를 대상에 대량동원하는 국면이 한정되어 오고 있는 것이 논거이다.
징병제로부터 지원제로의 이행은 세계적인 조류가 되고 있어, 현재 징병제를 유지하고 있는 나라는 소수다.

## 국민개병을 국시로 하는 국가
- 대한민국
- 조선민주주의인민공화국
- 스위스(2016년부터 징병제예비군 폐지)
- 튀르키예

## 같이 보기
- 징병제
- 동원 예비군
- 민방위